# 上海市中医医院
上海市中医医院是中華人民共和國上海市的一家三级甲等综合性中医医院，成立於1954年。醫院總部位於靜安區芷江西路274號，門診部位於靜安區石門一路67弄1號。醫院總部佔地面積1.67萬平方米，建築面積3.33萬平方米。

## 歷史
1954年，上海市中医门诊部在上海市榆林區建立，1957年更名為为榆林区中医医院。1979年，榆林区中医医院更名為上海市中医医院。2005年，上海市中醫醫院成为上海中医药大学非直属附属医院。
2024年1月29日，位於马陆镇的上海市中医医院嘉定院区开诊。上海市中医医院嘉定院区是嘉定区首家三级甲等综合性中医医院。

## 外部連結
- 官方网站